# Ставкова Балка
Ставкова Ба́лка —  село в Україні, у Барвінківській міській громаді Ізюмського району Харківської області. За переписом 2001 року кількість населення скадало 43 (20/23 ч/ж) особи. Нині постійного населення - 16 (7/9 ч/ж) осіб. До 2020 орган місцевого самоврядування — Іванівська сільська рада.

## Історія
Село Ставкова Балка розташоване в балці. Нею протікає струмок, що пересихає влітку, і тому на ньому зроблено безліч Став. При чому, майже всі городи мешканців закінчуються такими власними малесенькими ставками. Через 14 км гирло струмка впадає в річку Берека (в тому місці, де її русло використовується під Канал Дніпро — Донбас). На відстані 1 км знаходиться село Червона Поляна. В протилежному напрямку знаходиться,  так зване "Запольне" - царина села. Воно багате своєю недоторканою флорою, яка мала б  охоронятися державою, позаяк сотні представників рослин мають статус таких, що зникають, загрозливий або просто охоронний на регіональному рівні, та на практиці активно розорюється, вводиться в сільськогосподарську експлуатацію.
12 червня 2020 року, відповідно до Розпорядження Кабінету Міністрів України  № 725-р «Про визначення адміністративних центрів та затвердження територій територіальних громад Харківської області», увійшло до складу Барвінківської міської територіальної громади.
19 липня 2020 року, в результаті адміністративно-територіальної реформи та ліквідації Барвінківського району, село увійшло до складу Ізюмського району.